# سد تانفنيت
سد تانفنيت هو سد يقع في الجماعة القروية أم الربيع في إقليم خنيفرة، وقد تم تشييده على وادي أم الربيع، وهو يتوفر على محطة كهرومائية لإنتاج الطاقة وتبلغ قدرتها 40 ميغا واط.
يقع هذا السد على بعد 30 كلم من مدينة خنيفرة، و16 كلم من مدينة مريرت.